# Natation aux Jeux olympiques de 1900
Vous lisez un « bon article » labellisé en 2019.
Navigation
La natation lors des Jeux olympiques de 1900, organisés dans le cadre de l'Exposition universelle de Paris, est pour la deuxième fois une discipline olympique. Elle figurait déjà au programme lors des premiers Jeux de l'époque moderne à Athènes en 1896, mais les épreuves sont différentes.
Les courses sont organisées sur la Seine entre Courbevoie et le pont d'Asnières-sur-Seine. Elles rassemblent 167 nageurs, uniquement des hommes : 117 Français et 50 étrangers ; 143 amateurs et 24 « professionnels ».
Les 11 et 12 août 1900, se déroulent les séries puis les finales des 1 000 mètres et 200 mètres nage libre, du 200 mètres dos et du 200 mètres avec obstacles, ainsi que les épreuves du 200 mètres nage libre par équipes et de parcours sous l'eau. Les 15 et 19 août 1900, ont lieu les séries et finales du 4 000 mètres nage libre. Pour cette distance, une épreuve était prévue pour les « professionnels », les règles de l'amateurisme étant très strictes. L'Australien Frederick Lane, le Britannique John Arthur Jarvis et le Hongrois Zoltán von Halmay dominent la compétition. Le Français Charles Devendeville, qui remporte le parcours sous l'eau, est le premier champion olympique de la natation française.
L'organisation des épreuves de natation a coûté 11 500 francs et la valeur de l'ensemble des prix remis a été de 8 500 francs. Elles ont attiré 2 000 à 3 000 spectateurs les premiers jours et jusqu'à 5 000 pour les dernières épreuves. Au total, les billets vendus ont rapporté 1 098,50 francs.

## Organisation

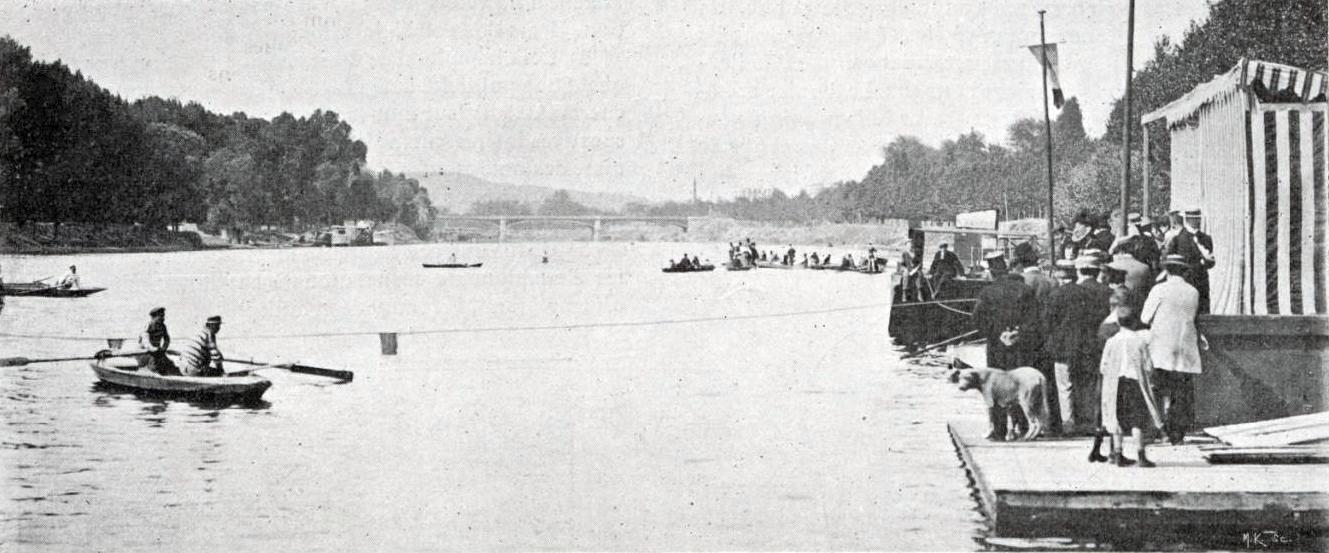
Le bassin d'Asnières, retenu pour les compétitions de natation lors des Jeux olympiques de 1900.

Les épreuves de natation des Jeux olympiques de 1900 ont été organisées dans le cadre de l'Exposition universelle de Paris. Elles ont même été annoncées comme « championnats du monde de natation » : les organisateurs avaient considéré que ce terme serait plus parlant pour le public,,,. Les compétitions de natation étaient englobées dans les « sports nautiques » en général : ceux-ci comprenaient aussi l'aviron, le water-polo, la voile mais encore les concours de bateaux à moteur et la pêche à la ligne,.
Le comité d'organisation avait pour président Léon Verdonck, président de la « Fédération française de natation », comme secrétaire, le vice-président du club des Pupilles de Neptune de Lille, M. Paulus et comme secrétaire adjoint le secrétaire de la société de natation Libellule de Paris, M. Jubin. Ses membres étaient Hermann Barrelet, président de la société nautique d'Enghien-les-Bains, Edmond Caillat, Président de la Société d'encouragement au sport nautique, E. Dufraine, vice-président de la Fédération française des sociétés d'aviron, Edmond Fleutiaux, président de la commission de l'aviron à l'USFSA, Paul Guillemin, inspecteur général des ports et de la navigation de la Seine, M. Lagogué, secrétaire du comité international des régates de Paris, le député Léonce Levraud, Paul Maréchal, président de la Fédération française des sociétés d'aviron, M. Reingeissen, président du club de Saint-Denis, Emmanuel Rousseau, maître des requêtes au Conseil d'État et Édouard Sévin, ancien secrétaire du comité international des régates de Paris. Ce comité élabora le programme et le règlement, en amont ; il y eut des aménagements dans les dernières semaines avant les épreuves.
À Athènes, le concours de natation comprenait quatre épreuves (deux de 100 mètres dont une pour marins grecs, une de 500 mètres et une 1 200 mètres). La débat porta sur les différentes conceptions de la natation : une activité utilitaire, mettant l'homme (masculin) face aux éléments, vision de Pierre de Coubertin ou une activité sportive, vision plutôt britannique.
À Paris, sept épreuves étaient prévues les 12 et 19 août 1900. Le 12 août, au bassin d'Asnières (entre le ponton de la Société nautique de la basse Seine à Courbevoie en amont et le pont d'Asnières en aval), devaient se courir les 200 mètres nage libre en ligne droite ; 1 000 mètres nage libre avec virages ; cinq fois 200 mètres nage libre en ligne droite par équipe de cinq nageurs (le classement se faisait aux points en additionnant la place obtenue par chacun des nageurs) ; 200 mètres dos (cette nage fait alors son apparition aux Jeux olympiques) ; 200 mètres nage libre avec obstacles (les nageurs devaient passer sous une rangée de plusieurs barques et dessus une rangée d'autres barques) et enfin plongeon et parcours sous l'eau (les nageurs devaient parcourir 60 mètres maximum sous l'eau, un point étant attribué par mètre parcouru et deux points par seconde restée sous l'eau),,,. Pour ces deux dernières épreuves et le 200 mètres par équipes, ce fut leur unique apparition aux Jeux olympiques. Ces deux épreuves « techniques » (avec obstacles et parcours sous l'eau) pourraient avoir été proposées dans le but de démontrer le caractère utilitaire de la natation,. Le 19 août, au bassin de Suresnes, long de 5 400 mètres, devaient se dérouler les deux épreuves de 4 000 mètres nage libre en ligne droite : celle pour les amateurs et celle réservée aux professionnels,,,. Ces épreuves longues correspondaient aussi alors au goût du public qui appréciait cet aspect « lutte de l'homme contre les éléments ».
L'Exposition universelle de 1900, dont dépendait l'organisation des épreuves de natation, avait alloué un budget prévisionnel de 8 000 francs. Il avait cependant été prévu la possibilité d'augmenter, en raison de dépenses imprévues, ce budget initial d'une garantie supplémentaire de 2 000 francs. Finalement, l'organisation des compétitions de natation (qui comprenait aussi l'organisation des matches de water-polo et d'une démonstration de plongeon) creusa un déficit s'élevant à 1 500 francs. Le budget total s'éleva donc à 11 500 francs,. Les recettes liées à la vente de billets aux spectateurs s'élevèrent à 1 098,50 francs.
En fonction des épreuves, les prix, et le nombre de nageurs récompensés, variaient. Ainsi, sur le 1 000 mètres les cinq premiers recevaient des objets d'art d'une valeur totale de 800 francs. Pour les 200 mètres nage libre, 200 mètres avec obstacles et parcours sous l'eau, les cinq premiers recevaient des objets d'art d'une valeur totale de 500 francs. Pour le 200 mètres dos, seuls les trois premiers recevaient des objets d'art d'une valeur totale de 400 francs (de façon dégressive : 250 francs pour le premier, 100 francs pour le deuxième et 50 francs pour le troisième). Seules les deux premières équipes du cinq fois 200 mètres étaient récompensées : cinq objets d'art d'une valeur de 100 francs à la première et cinq objets d'art d'une valeur de 60 francs à la seconde. Sur le 4 000 mètres amateurs, les trois premiers recevaient des objets d'art d'une valeur totale de 1 500 francs tandis que chez les « professionnels », de l'argent était distribué : 1 500 francs au premier, 700 francs au deuxième et 300 francs au troisième,.

## Engagements

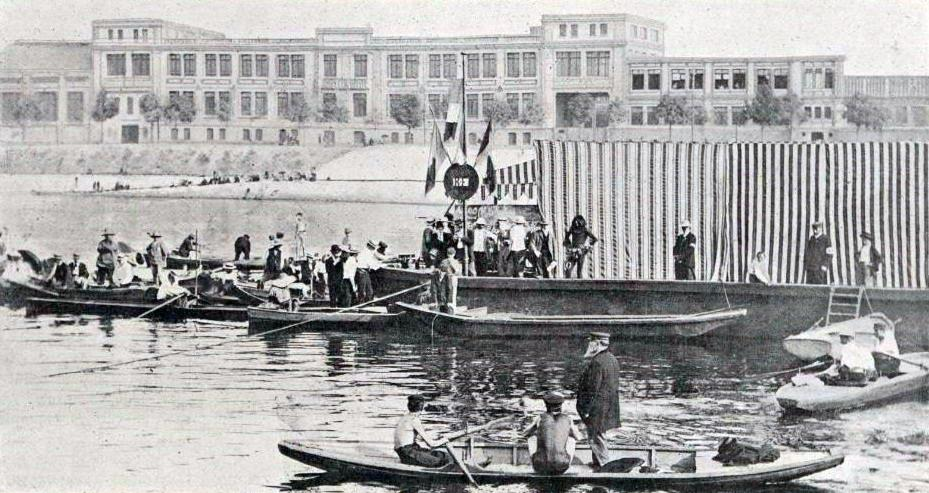
La tribune flottante du jury, sur le bassin.

En mars 1900, le comité d'organisation fit imprimer un opuscule dans lequel figurait le programme. Il le fit envoyer à tous les clubs et journaux sportifs du monde. Il entra en contact avec les différentes associations nationales qui lui servirent de relais : la Fédération allemande de natation, l’Amateur Swimming Association et la Life Saving Society (en) britanniques, le Brussels Swimming and Water-Polo Club, le Nederlandsche Zwembond, les Rari Nantes italiens, la Dansk Idræts Forbund, ainsi que des organismes autrichiens, américains, hongrois et suédois. En France, le relais fut assuré par la « Fédération française de natation » et la Libellule de Paris,.
Au printemps 1900, il semblait qu'il y aurait peu d'inscrits. Finalement, fin juin, début juillet, le mouvement s'accéléra pour atteindre 296 engagements et 167 nageurs venus de quatorze pays : 117 Français et 50 étrangers ; 143 amateurs et 24 « professionnels » ; les 16 plongeurs suédois venus faire une démonstration de leur sport sont parfois inclus dans le calcul des nageurs, pour un total donc de 183 inscrits,. Les inscriptions furent clôturées trente jours avant le début prévu des épreuves. Il en coûtait un franc par engagement à une course et cinq francs pour une équipe.
Il y avait 14 nageurs allemands (13 amateurs et un professionnel) pour un total de 17 engagements, plus une inscription dans l'épreuve par équipes. Les nageurs britanniques étaient aussi 14 (11 amateurs et 3 professionnels) pour un total de 36 engagements individuels plus deux équipes. L'Australie n'avait qu'un seul représentant, amateur, engagé dans trois courses. L'Autriche alignait trois nageurs amateurs sur 11 courses. La Belgique n'avait elle aussi qu'un athlète amateur engagé sur trois courses. Le seul nageur amateur danois n'était inscrit qu'à une seule épreuve. Les États-Unis alignaient trois amateurs et un professionnel sur sept courses. Il y avait 117 nageurs français (99 amateurs et 18 professionnels) pour un total de 187 engagements individuels plus trois équipes. Il y avait deux nageurs amateurs hongrois engagés dans cinq courses. Trois nageurs amateurs italiens étaient engagés dans une épreuve chacun. Les Pays-Bas avaient quatre nageurs amateurs engagés sur cinq courses. L'unique nageur amateur suédois disputait deux courses tandis que le seul nageur amateur suisse n'en courait qu'une seule. Le seul nageur néo-zélandais était quant à lui un professionnel,.
Les nageurs (sauf ceux engagés sur le 4 000 mètres des « professionnels ») devaient prouver leur qualité d'amateur : n'avoir jamais disputé ou organisé une course rétribuée en espèces ; n'avoir jamais échangé une médaille ou coupe remportée contre de l'argent ; n'avoir jamais concouru contre des professionnels ; n'avoir jamais enseigné en étant rémunéré la natation et ne pas être employé par un établissement de bains. Les clubs des sportifs devaient certifier cette déclaration d'amateurisme et à défaut les autorités du pays pour les nageurs n'appartenant pas à un club,. Ces règles correspondaient à celles mises en place par les premières structures britanniques organisant la natation : dès 1869 par la London Swimming Association devenue la Metropolitan Swimming Association puis rappelées en 1886 lors de la création de l'Amateur Swimming Association,. Cette définition stricte de l'amateurisme était un moyen d'exclure les nageurs issus des classes plus populaires, qui avaient souvent alors besoin de vivre de leur sport.

## Déroulement

### Organisation et règlement

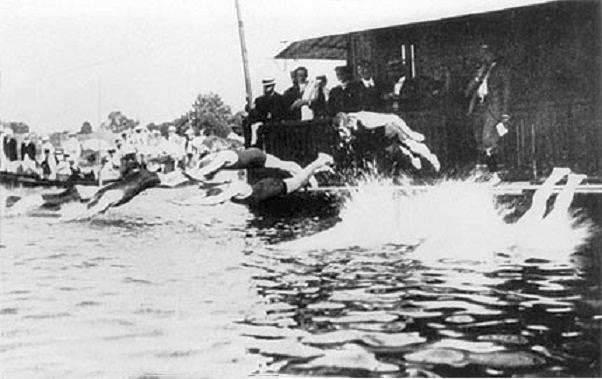
Départ du 4000 mètres nage libre.

Les nageurs étaient à la disposition du jury durant toute la durée des épreuves : un nageur ne répondant pas à l'appel était déclaré forfait. Ce jury, présidé par M. Paulus comprenait quinze personnes, dont dix Français : MM. Bonnot, Boursier, Bouvelle, Eugène Colusse Coolen, Pierre Giffard, Louis Marc, Georges Moëbs, Terrier, Vuillaume et Wachmar ; le Britannique D. Lewis, président du Delphin Swimming Club, le Belge Oscar Grégoire président du Brussels Swimming and Water-polo Club ; le Néerlandais J. De Groot, président du Rotterdamnsche Swenclub et le sculpteur italien Giuseppe Cantù, vice-président de l'organisation italienne des Rari Nantes,. Le chronométreur officiel était M. Jubin.
Ce jury fut convoqué le 1er août sur les lieux de la compétition, le bassin d'Asnières, pour se familiariser avec les conditions de course et surtout procéder aux derniers réglages et modifications. En effet, la longueur du bassin avait été modifiée : elle n'était plus que de 100 mètres,, contrairement aux 200 mètres annoncés dans le programme. De même, les jours de compétition avaient été modifiés aux samedi 11, dimanche 12, jeudi 15 et dimanche 19 août, au lieu des dimanches 12 et 19 août annoncés. Dès le 2 août, le jury fit parvenir à chaque nageur une carte avec l'ensemble de ses engagements lui indiquant les lieux et heures auxquels il était convoqué. Dans la semaine du 6 au 11 août, le jury envoya aux journaux les rectificatifs concernant les dates des épreuves. Il fit aussi installer tout le matériel nécessaire à l'organisation des compétitions : ponton, tente et marquage du « bassin » de 100 mètres. Cependant, il semblerait que la taille du bassin aurait pu ne pas être correctement mesurée. En effet, le temps réalisé par le vainqueur du 200 mètres, Frederick Lane, en 2 min 25 s 2, a été très rapide, meilleur que tous ses autres temps alors, surtout on considère que la moitié de cette course a été nagée face au courant et que le virage se faisait autour d'un poteau. Enfin, des tribunes furent érigées sur la rive gauche de la Seine, juste en amont du pont d'Asnières pour accueillir le public. Un plongeoir de 10 mètres de haut fut aussi construit pour la démonstration prévue par l'équipe suédoise de plongeon.
Les limites de ce qui fut appelé le « champ de course » étaient marquées par des cordes tendues par des poteaux plantés au fond de l'eau. Elles portaient des petits drapeaux pour les rendre visibles ainsi que les numéros de la « ligne d'eau » que devait emprunter chaque nageur. Chaque ligne d'eau se terminait par un poteau lui aussi planté au fond de l'eau et servant de point de virage ; le nageur pouvait le passer par la droite ou par la gauche, au choix. Un concurrent ne pouvait sortir de la ligne qui lui avait été attribuée, faute de disqualification. S'appuyer sur un objet quelconque (ponton ou « objet de nage ») entraînait aussi la disqualification. Des règles furent ajoutées pour la course en ligne de 4 000 mètres, où il n'était pas possible de marquer des lignes d'eau. Les types de contacts entre concurrents furent spécifiés : l'usage de la main pour donner un coup ou bloquer le passage était prohibé entraînant disqualification ; cependant les coups de pied, qui pouvaient être involontaires, étaient tolérés. De même, si dépasser un nageur sur le côté ne semblait pas possible, il était possible de le doubler en passant sous l'eau. Dans ce cas, le règlement stipulait que si la sortie se faisait à moins d'un mètre, le nageur doublé avait le droit d'enfoncer la tête sous l'eau de son adversaire,.
Un tirage au sort avant le début des épreuves attribua à chaque nageur un numéro pour l'ensemble de la compétition. Celui-ci fut inscrit sur son bonnet de bain de couleur blanche. Il était obligatoire lors de toutes les épreuves, pour différencier les concurrents, sauf sur le 4 000 mètres. « La tenue la plus décente [était] exigée » de la part des nageurs. Ils devaient porter un maillot dit « de bains de mer » qui ne fût ni blanc, ni rose tendre, ni bleu pâle,.

### Courses

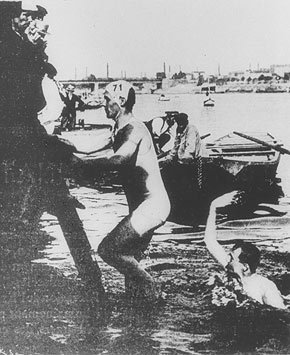
Le champion olympique Frederick Lane (Australie).

En nage libre, la majorité des nageurs utilisa la technique dite « over hand stroke », variante de la « nage indienne ». Le Hongrois Zoltán von Halmay aurait utilisé une technique alors inédite proche du crawl corps à plat dans l'eau animé d'un movement de roulis accompagnant un mouvement alternatif des bras et des jambes. Le nageur italien Fabio Maioni, 6e du 4 000 mètres amateurs en 1 h 18 min 25 s 4, fut le seul quant à lui à nager intégralement en brasse, avec la tête passant régulièrement sous l'eau,. En dos, les nageurs utilisaient le « dos brassé ».
Le nombre de concurrents étant élevé, il fallut avoir recours à des séries éliminatoires opposant six nageurs. Les diverses courses étaient annoncées par un coup de clairon. Les nageurs devaient alors se rendre à la « chambre d'appel » où les attendait le jury qui leur indiquait leur place sur le ponton de départ,. Ils se changeaient dans une grande tente installée sur un ponton. Une fois prêts, ils prenaient place à bord de petits bateaux qui les amenaient jusqu'au ponton de départ. Les nageurs s'affrontaient par groupes de six lors des séries. Dès qu'ils étaient en position, un second coup de clairon annonçait le départ imminent. Celui-ci était donné par un coup de revolver et se faisait sans élan depuis le bord du ponton. En cas de faux départ, les nageurs étaient rappelés par un coup de clairon. L'arrivée de chaque concurrent était marquée par un coup de revolver,. Divers petits vapeurs suivaient les nageurs : d'abord celui dans lequel se trouvait le chronométreur (le mécanisme appelé « constatateur » avait été inventé par M. Courtecuisse,) mais aussi les petits bateaux qui avaient amené les nageurs au ponton de départ et qui assuraient leur sécurité pendant la course. Le jury quant à lui était réparti à bord de deux ou trois navires, en fonction de la longueur de la course, tout au long du parcours. Les résultats étaient ensuite reportés à la craie sur un tableau noir devant lequel les spectateurs se bousculaient.

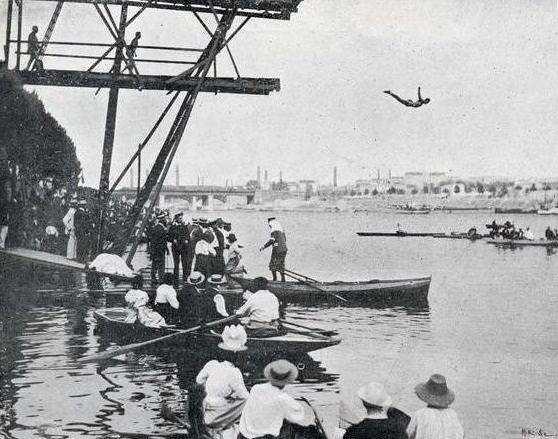
Le plongeoir du bassin d'Asnières, démonstration pendant le 4000 mètres nage libre.

Les jours des épreuves, le temps fut favorable, avec une température moyenne de l'air à 25 °C et donc une température de l'eau acceptable. Il faisait aussi beaucoup moins chaud qu'en juillet pour les épreuves d'athlétisme marquées par la canicule. Cela joua sûrement pour l'affluence du public : 2 000 spectateurs le samedi 11 août ; 3 000 le lendemain dimanche 12 août et jusqu'à 5 000 le week-end suivant, qui était aussi celui du 15 août. Le lieu des compétitions était aussi facilement accessible en train depuis la gare Saint-Lazare ou en tramway depuis la place de la Madeleine.

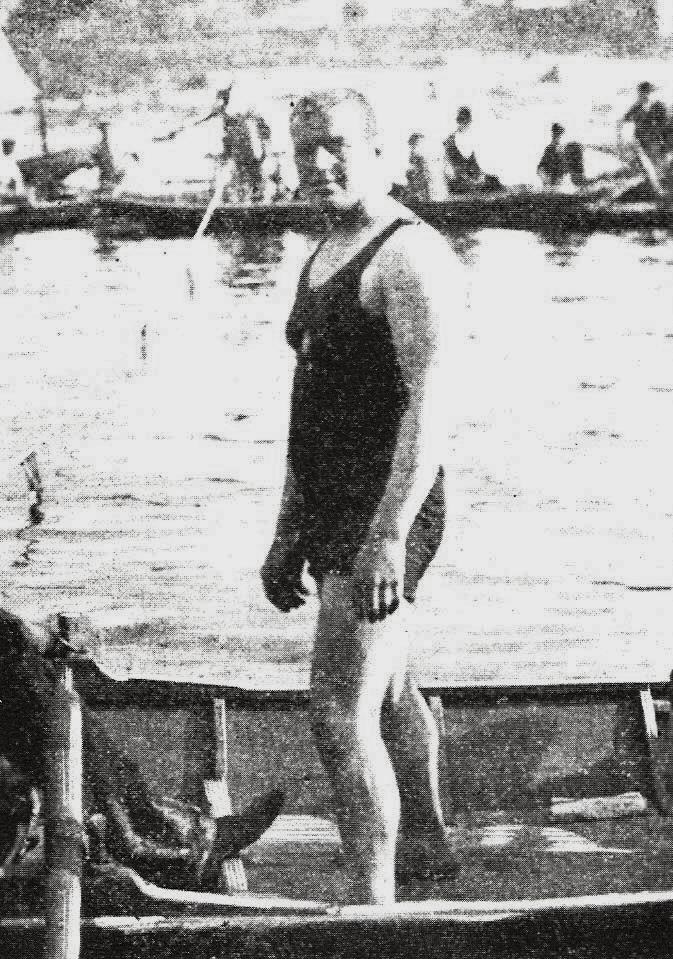
Le Britannique John Arthur Jarvis attendant dans un bateau le départ du 4000 mètres nage libre qu'il remporta.

Le matin du 11 août, à partir de 7 h 30, se déroulèrent les séries du 1 000 mètres et des divers 200 mètres, dans l'ordre : nage libre, dos, à obstacles. L'après-midi eurent lieu les premiers matches du tournoi de water-polo, avec parfois dans les équipes les mêmes nageurs que pour les compétitions de natation. Il y avait 47 engagements pour le 1 000 mètres, 57 pour le 200 mètres nage libre, 37 pour le 200 mètres dos et 30 pour le 200 mètres avec obstacles,.
Le lendemain 12 août, à partir de 7 h 30, la compétition commença par le 200 mètres nage libre par équipes. Six équipes étaient engagées, mais une des deux équipes britanniques, celle de l' Osborne Swimming Club, pourtant favorite, arriva à 8 h 30 alors que la course était finie et que l'épreuve suivante, celle du parcours sous l'eau avait déjà commencé. Il semble que les Britanniques avaient célébré tard dans la nuit leur victoire au water-polo de la veille et ne s'étaient pas réveillés à temps,. L'épreuve de parcours sous l'eau se fit dans le sens du courant. L'organisation initiale avait prévu de mesurer la distance parcourue au moyen de disques numérotés attachés à une corde que devait suivre le nageur. Lors de la compétition à laquelle 35 nageurs participèrent, une corde graduée tirée le long de la berge servit à mesurer la distance parcourue. Temps et distance étaient pris en compte dans le calcul des points marqués par les concurrents : un point par seconde sous l'eau, deux points par mètre parcouru. La course fut remportée par le Nordiste Charles Devendeville, des Tritons de Lille, devant André Six, licencié au même club. En fait, cette épreuve, typiquement française, était très populaire dans le Nord de la France et quasiment inconnue hors des frontières. Elle fut aussi particulièrement difficile : la Seine n'était en effet pas très claire, en fait pas très propre, en aval de la capitale.
À 14 h, commencèrent les finales avec d'abord celle du 1 000 mètres nage libre. Cette épreuve fut très appréciée du public. Elle fut survolée par le Britannique John Arthur Jarvis qui devança le deuxième l'Autrichien Otto Wahle de plus d'une minute. À 14 h 30, la finale du 200 mètres nage libre fut remportée par l'Australien Frederick Lane six secondes devant le Hongrois Zoltán von Halmay, peut-être fatigué après sa troisième place au 1 000 mètres. Le 200 mètres avec obstacles eut beaucoup de succès auprès du public amusé, probablement à cause du franchissement aérien de la ligne de barques. En effet, chaque passage d'un nageur était marqué par deux déséquilibres de l'embarcation : au moment où il y grimpait et quand il en plongeait. Les juges assis dans la barque, en costume et canotier, risquaient alors de tomber à l'eau. À nouveau, Frederick Lane s'imposa devant Otto Wahle. Le Britannique spécialiste de dos, Robert Crawshaw, était favori de la finale du 200 mètres dos. Cependant, il abandonna en cours d'épreuve. La course fut remportée par l'Allemand Ernst Hoppenberg, neuf secondes devant l'Autrichien Karl Ruberl. Les finales de natation furent suivies des demi-finales et finale de water-polo.
Le jeudi 15 août, à nouveau à partir de 7 h 30 et jusqu'à 19 h 30, eurent lieu les séries des 4 000 mètres nage libre où s'affrontèrent 56 amateurs d'un côté et 24 professionnels de l'autre. Chaque nageur disposait d'un bachot manœuvré par deux rameurs : il s'y déshabillait et en plongeait au moment du départ ; ce petit bateau à fond plat le suivait ensuite tout au long de l'épreuve afin d'assurer sa sécurité ou de lui permettre d'abandonner et de se rhabiller. À l'arrivée, la société des sauveteurs de Courbevoie prenait en charge les nageurs dans la tente de rhabillage afin de vérifier leur état de santé. Chacune des séries nécessita deux heures entre départ et arrivée et il n'y avait qu'une série à la fois dans l'eau,. Ces précautions de sécurité semblent ne pas avoir été superflues : sur les 56 amateurs engagés, seuls 40 prirent le départ et 28 abandonnèrent en cours d'épreuve. Dans l'après-midi, pour occuper le public pendant les courses, longues, l'équipe suédoise de plongeon (discipline non encore olympique) réalisa une démonstration, s'élançant d'une plate-forme à 10 mètres de haut. Les finales (amateurs et professionnels) se déroulèrent le dimanche 19 août dans l'après-midi, agrémentées à nouveau d'une démonstration de plongeon par les seize plongeurs suédois. La course des professionnels fut remportée par le Britannique Samuel W. Greasley en 1 h 8 min 33 s 4 soit dix minutes de plus que le premier amateur John Arthur Jarvis.

## Résultats et podiums
Les cérémonies de remises de prix (des « bronzes très jolis ») eurent lieu à la fin des épreuves le 12 août, sous la direction du président du jury, et le 19 août le soir sous la présidence de Daniel Mérillon, délégué général des sports à l'Exposition universelle de 1900.
Les podiums de trois, dans la tradition olympique, ont été établis a posteriori pour créer une unité entre les différentes éditions des Jeux olympiques.

### 200 mètres nage libre
56 nageurs engagés,. Les cinq premiers recevaient chacun un objet d'art d'une valeur estimée de 100 francs,.
Résultats des huit premiers, :
1. Frederick Lane, Australie : 2 min 25 s 2
2. Zoltán von Halmay, Hongrie : 2 min 31 s 4
3. Karl Ruberl, Autriche : 2 min 32 s 0
4. Robert Crawshaw, Grande-Bretagne : 2 min 45 s 6
5. Maurice Hochepied, France : 2 min 53 s 0
6. Frederick Stapleton, Grande-Bretagne : 2 min 55 s 0
7. Jules Clévenot, France : 2 min 56 s 2
8. Julius Frey, Allemagne : 2 min 58 s 2

### 1 000 mètres nage libre
47 nageurs engagés,. Les cinq premiers recevaient chacun un objet d'art. La valeur totale des cinq bronzes est estimée à 800 francs,.
Résultats des neuf premiers, :
1. John Arthur Jarvis, Grande-Bretagne : 13 min 40 s 2
2. Otto Wahle, Autriche : 14 min 53 s 6
3. Zoltán von Halmay, Hongrie : 15 min 16 s 4
4. Max Hainle, Allemagne : 15 min 22 s 6
5. Louis Martin, France : 16 min 30 s 4
6. Georges Leuillieux, France : 16 min 53 s 2
7. Maurice Hochepied, France : 16 min 53 s 4
8. Jules Verbecke, France : 17 min 13 s 8
9. Julius Frey, Allemagne : 17 min 50 s

### 200 mètres avec obstacles
30 nageurs engagés,. Les cinq premiers recevaient chacun un objet d'art d'une valeur estimée de 100 francs,.
Les sources sont d'accord pour les résultats des trois premiers,, :
1. Frederick Lane, Australie : 2 min 38 s 4
2. Otto Wahle, Autriche : 2 min 40 s 0
3. Peter Kemp, Grande-Bretagne : 2 min 47 s 4

Cependant, les sources diffèrent pour les nageurs aux places d'honneur.
Selon le rapport officiel paru en 1901 et l'ouvrage d'André Drevon, Les Jeux olympiques oubliés paru en 2000, les résultats sont :
1. Frederick Stapleton, Grande-Bretagne : 2 min 51 s 2
2. William Henry (en), Grande-Bretagne : 2 min 55 s
3. Maurice Hochepied, France : 2 min 58 s
4. Jules Verbecke, France : 3 min 8 s 4
5. Joseph Bertrand, France : 3 min 17 s
6. Louis Marc, France : 3 min 30 s 6

Selon Bill Mallon, The 1900 Olympic Games paru en 1998 qui s'appuie sur les résultats parus dans le Journal des Sports et le magazine berlinois Schwimm-Sport, et le site officiel du CIO, les résultats sont :
1. Karl Ruberl, Autriche : 2 min 51 s 2
2. Frederick Stapleton, Grande-Bretagne : 2 min 55 s
3. William Henry (en), Grande-Bretagne : 2 min 58 s
4. Maurice Hochepied, France : 2 min 58 s
5. Jules Verbecke, France : 3 min 8 s 4
6. Joseph Bertrand, France : 3 min 17 s
7. Louis Marc, France : 3 min 30 s 6

### 200 mètres dos
37 nageurs engagés,. Les trois premiers recevaient chacun un objet d'art. La valeur totale de ces trois bronzes est estimée à 400 francs,.
Résultats des huit premiers, :
1. Ernst Hoppenberg, Allemagne : 2 min 47 s 0
2. Karl Ruberl, Autriche : 2 min 56 s 0
3. Johannes Drost, Pays-Bas : 3 min 1 s 0
4. Johannes Bloemen (en), Pays-Bas : 3 min 2 s 2
5. Georges Leuillieux, France : 3 min 5 s
6. Bill Burgess, France[N 12] : 3 min 12 s 6
7. De Romand, France : 3 min 38 s
8. Paolo Bussetti, Italie : 3 min 45 s

### Parcours sous l'eau
35 nageurs engagés,. Les cinq premiers recevaient chacun un objet d'art d'une valeur estimée de 100 francs,.
Calcul des points : un point par seconde sous l'eau, deux points par mètre parcouru,. Résultats des dix premiers, :
1. Charles Devendeville, France : 1 min 8 s 4 pour 60 mètres soit 188,4 points
2. André Six, France : 1 min 5 s 4 pour 60 mètres soit 185,4 points
3. Peder Lykkeberg, Danemark : 1 min 30 s pour 28,50 mètres soit 147,0 points
4. De Romand, France : 50 s 2 pour 47,50 mètres soit 145,0 points
5. Tisserand, France : 48 s pour 30,75 mètres soit 109,5 points
6. Hans Aniol (en), Allemagne : 30 s pour 36,95 mètres soit 103,9 points
7. Menault, France : 38 s 4 pour 32,50 mètres soit 103,4 points
8. Louis Marc, France : 32 s 4 pour 34 mètres soit 100,0 points
9. Paul Peyrusson, France : 29 s 6 pour 31 mètres soit 91,6 points
10. Kaisermann, France : 56 s 8 pour 16,10 mètres soit 88,8 points

Charles Devendeville (1882-1914) en remportant la nage sous l'eau fut le premier Français champion olympique de natation.

### 200 mètres nage librepar équipes
Cinq équipes engagées,. Seules les deux premières équipes étaient récompensées : cinq objets d'art d'une valeur de 100 francs chacun à la première et cinq objets d'art d'une valeur de 60 francs chacun à la seconde,.
Calcul des points : on additionnait la place obtenue par chacun des nageurs. Résultats des quatre premières équipes, :
1. Allemagne (Deutscher Schwimm Verband Berlin : Ernst Hoppenberg, Max Hainle, Julius Frey, Max Schöne, Herbert von Petersdorff) : 32 points
2. France (Tritons Lillois : Maurice Hochepied, Victor Hochepied, Joseph Bertrand, Jules Verbecke, Victor Cadet) : 51 points
3. France (Pupilles de Neptune de Lille : René Tartara, Louis Martin, Désiré Merchez, Georges Leuillieux, Philippe Houben) : 61 points
4. France (Libellule de Paris) : 65 points

### 4 000 mètres nage libreamateurs
56 nageurs engagés. Les trois premiers recevaient chacun un objet d'art. La valeur totale de ces trois bronzes est estimée à 1 500 francs,.
Résultats des sept premiers, :
1. John Arthur Jarvis, Grande-Bretagne : 58 min 24 s 0
2. Zoltán von Halmay, Hongrie : 1 h 8 min 55 s 4
3. Louis Martin, France : 1 h 13 min 8 s 4
4. Bill Burgess, France[N 12] : 1 h 15 min 7 s 6
5. Eduard Meijer (en), Pays-Bas : 1 h 16 min 37 s 2
6. Fabio Maioni (it), Italie : 1 h 18 min 25 s 4
7. Ernest Martin (en), France : 1 h 26 min 32 s 2

### 4 000 mètres nage libreprofessionnels
24 nageurs engagés. Les trois premiers étaient récompensés en argent : 1 500 francs au premier, 700 francs au deuxième et 300 francs au troisième,.
Résultats des quatre premiers, :
1. Samuel Greasley, Grande-Bretagne : 1 h 8 min 33 s 4
2. W. Evans, Grande-Bretagne : 1 h 12 min 10 s
3. Paul Blache, France : 1 h 30 min 12 s
4. Whyters (ou Whylers), France : 1 h 52 min 6 s

## Tableau des médailles
| Rang  | Pays            | Médaille d'or | Médaille d'argent | Médaille de bronze | Total |
| 1     | Grande-Bretagne | 2             | 0                 | 1                  | 3     |
| 2     | Australie       | 2             | 0                 | 0                  | 2     |
| 2     | Allemagne       | 2             | 0                 | 0                  | 2     |
| 4     | France          | 1             | 2                 | 2                  | 5     |
| 5     | Autriche        | 0             | 3                 | 1                  | 4     |
| 6     | Hongrie         | 0             | 2                 | 1                  | 3     |
| 7     | Danemark        | 0             | 0                 | 1                  | 1     |
| 7     | Pays-Bas        | 0             | 0                 | 1                  | 1     |
| Total | Total           | 7             | 7                 | 7                  | 21    |